# ريفرديل (إلينوي)
ريفرديل (بالإنجليزية: Riverdale)‏ هي قرية تقع في الولايات المتحدة في مقاطعة كوك، إلينوي. يقدر عدد سكانها بـ 13,549 نسمة.

## الموقع الجغرافي
الموقع الجغرافي للمناطق المحيطة بهذه النقطة هو كالتالي:

## أعلام
- إليزابيث روبنسون